# Rijksherbarium

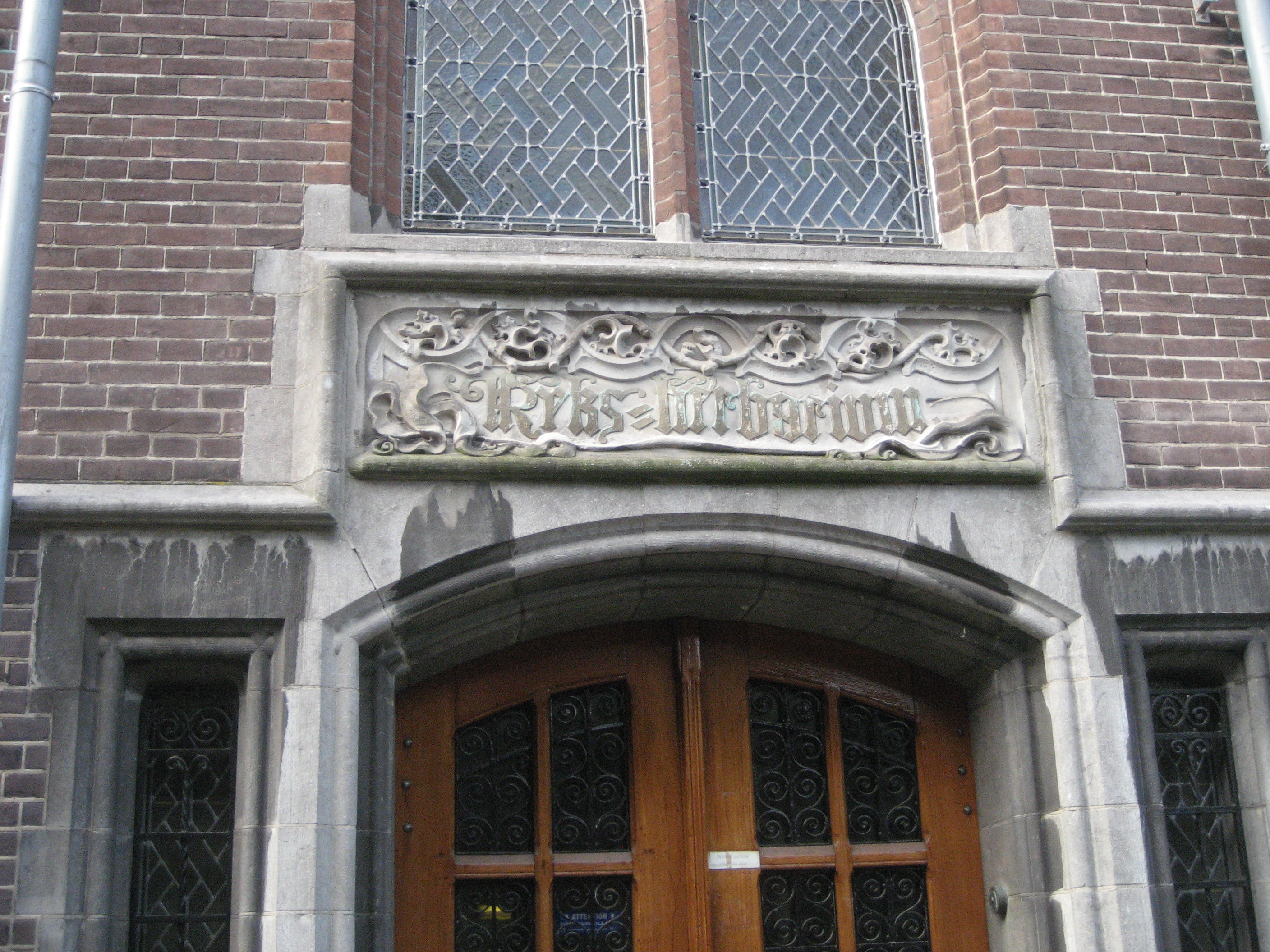
Ehemalige Gebäude in Leiden

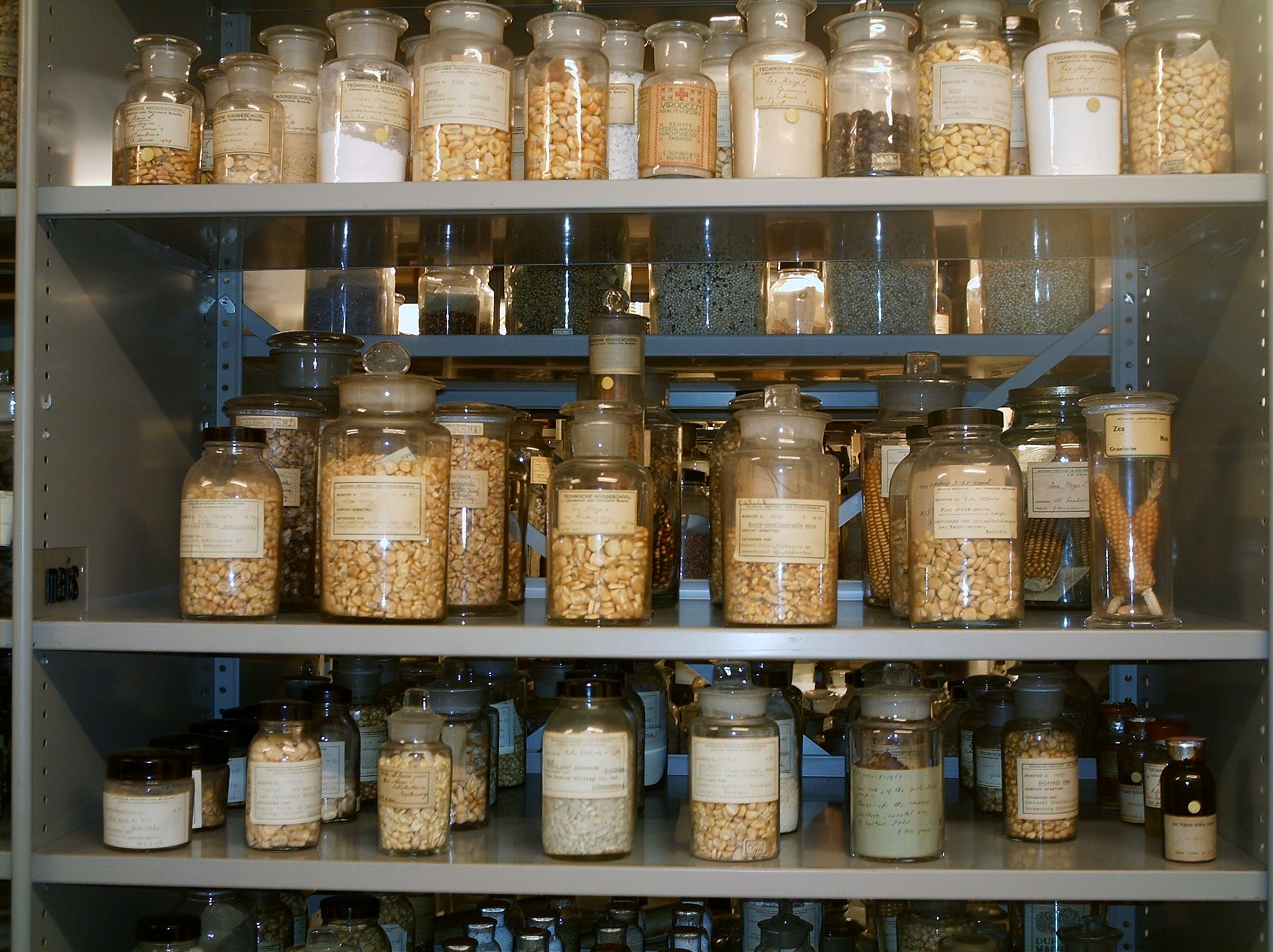
Rijksherbarium, Sammlung

Das Rijksherbarium ist ein bedeutendes Herbarium in Leiden in den Niederlanden.
Das Rijksherbarium wurde durch königliches Dekret von König Wilhelm I. 1829 in Leiden gegründet. Später wurde es zum Herbarium der Universität Leiden.
Durch die 1999 vollzogene Zusammenlegung der drei großen Universitätsherbarien von Leiden, Utrecht und Wageningen ist die Sammlung des Rijksherbarium im Nationaal Herbarium Nederland (Abkürzung NHN) aufgegangen.
Die Sammlung in Leiden umfasst heute etwa 4,1 Millionen Pflanzenexemplare. Sie beherbergt unter anderem tropische Herbariumssammlungen aus dem 16. bis 17. Jahrhundert sowie eine beachtliche Sammlung von Pflanzenmalereien.
Für die heutige Forschungs- und Lehrtätigkeit sind zwei Projektgruppen maßgeblich:
- Die „Plants of the IndoPacific Area“ (PITA) bündelt die Forschung zur indopazifischen Region (hauptsächlich Indonesien, Malaysia, Philippinen, Papua-Neuguinea, Singapur und Brunei).
- Die „Phanerogams and Cryptogams of the Netherlands and Europe“ (PCNE) fokussiert auf die Pflanzensystematik vornehmlich der in Europa heimischen Flora.